# Chelaseius lativentris
Chelaseius lativentris är en spindeldjursart som beskrevs av Wolfgang Karg 1983. Chelaseius lativentris ingår i släktet Chelaseius och familjen Phytoseiidae. Inga underarter finns listade i Catalogue of Life.